# WUST
WUST (The Multicultural Voice of the Nation's Capital) ist ein US-amerikanischer Clear-Channel-Radiosender aus Washington, D.C. mit globaler Ausrichtung. Die Radiostation sendet Programme mit Bezug zu mehr als 40 Kulturen in den Sprachen: Französisch, Spanisch, Vietnamesisch, Deutsch, Irisch, Jüdisch und Äthiopisch. Zielgruppe sind die Communities in der Agglomeration Washington/Baltimore. Nach eigenen Angaben ist WUST ist die einzige multikulturelle Station im Gebiet um Washington, D.C.
Gesendet wird auf Mittelwelle 1120 kHz mit 50 kW. Der Sender befindet sich nahe Fairfax, Virginia. Damit wird ein Territorium im Umkreis von 60 Meilen versorgt.
Die populärste Show ist „Federal Forum“, die von dem Washington Post Federal Diary-Kolumnisten Mike Causey moderiert wird.